# Swansea City Association Football Club 2022-2023
Questa voce raccoglie le informazioni riguardanti lo Swansea City Association Football Club nelle competizioni ufficiali della stagione 2022-2023.

## Maglie e sponsor
| Casa | Trasferta | Terza divisa |

Sponsor ufficiale: Westacres
Fornitore tecnico: Joma

## Rosa

### Rosa 2022-2023
Rosa, numerazione e ruoli aggiornati al 29 gennaio 2023.
| N. |                        | Ruolo | Calciatore             |
| -- | ---------------------- | ----- | ---------------------- |
| 1  | Inghilterra (bandiera) | P     | Andy Fisher            |
| 3  | Irlanda (bandiera)     | C     | Ryan Manning           |
| 4  | Scozia (bandiera)      | C     | Jay Fulton             |
| 5  | Galles (bandiera)      | D     | Ben Cabango            |
| 6  | Inghilterra (bandiera) | C     | Harry Darling          |
| 7  | Galles (bandiera)      | C     | Joe Allen              |
| 8  | Inghilterra (bandiera) | C     | Matt Grimes (capitano) |
| 10 | Francia (bandiera)     | C     | Olivier Ntcham         |
| 12 | Inghilterra (bandiera) | A     | Jamie Paterson         |
| 13 | Germania (bandiera)    | P     | Steven Benda           |
| 15 | Inghilterra (bandiera) | C     | Nathanael Ogbeta       |
| 16 | Galles (bandiera)      | D     | Brandon Cooper         |

| N. |                        | Ruolo | Calciatore         |
| -- | ---------------------- | ----- | ------------------ |
| 17 | Paesi Bassi (bandiera) | A     | Joël Piroe         |
| 18 | Inghilterra (bandiera) | C     | Luke Cundle        |
| 20 | Galles (bandiera)      | A     | Liam Cullen        |
| 21 | Irlanda (bandiera)     | C     | Armstrong Oko-Flex |
| 22 | Giamaica (bandiera)    | D     | Joël Latibeaudiere |
| 23 | Inghilterra (bandiera) | D     | Nathan Wood-Gordon |
| 24 | Inghilterra (bandiera) | D     | Fin Stevens        |
| 26 | Inghilterra (bandiera) | D     | Kyle Naughton      |
| 28 | Inghilterra (bandiera) | D     | Liam Walsh         |
| 29 | Inghilterra (bandiera) | D     | Matthew Sorinola   |
| 31 | Galles (bandiera)      | C     | Oliver Cooper      |
| 45 | Galles (bandiera)      | C     | Cameron Congreve   |

### Staff tecnico
- Allenatore:  Russell Martin
- Vice allenatore:  Luke Williams
- Collaboratore tecnico:  Matthew Gill
- Preparatore dei portieri:  Dean Thornton
- Preparatore atletico:   Matt Willmott
- Medico sociale:  Jez McCluskey
- Fisioterapista: Kate Rees e Ritson Lloyd